# Обличчя богині Янжіми

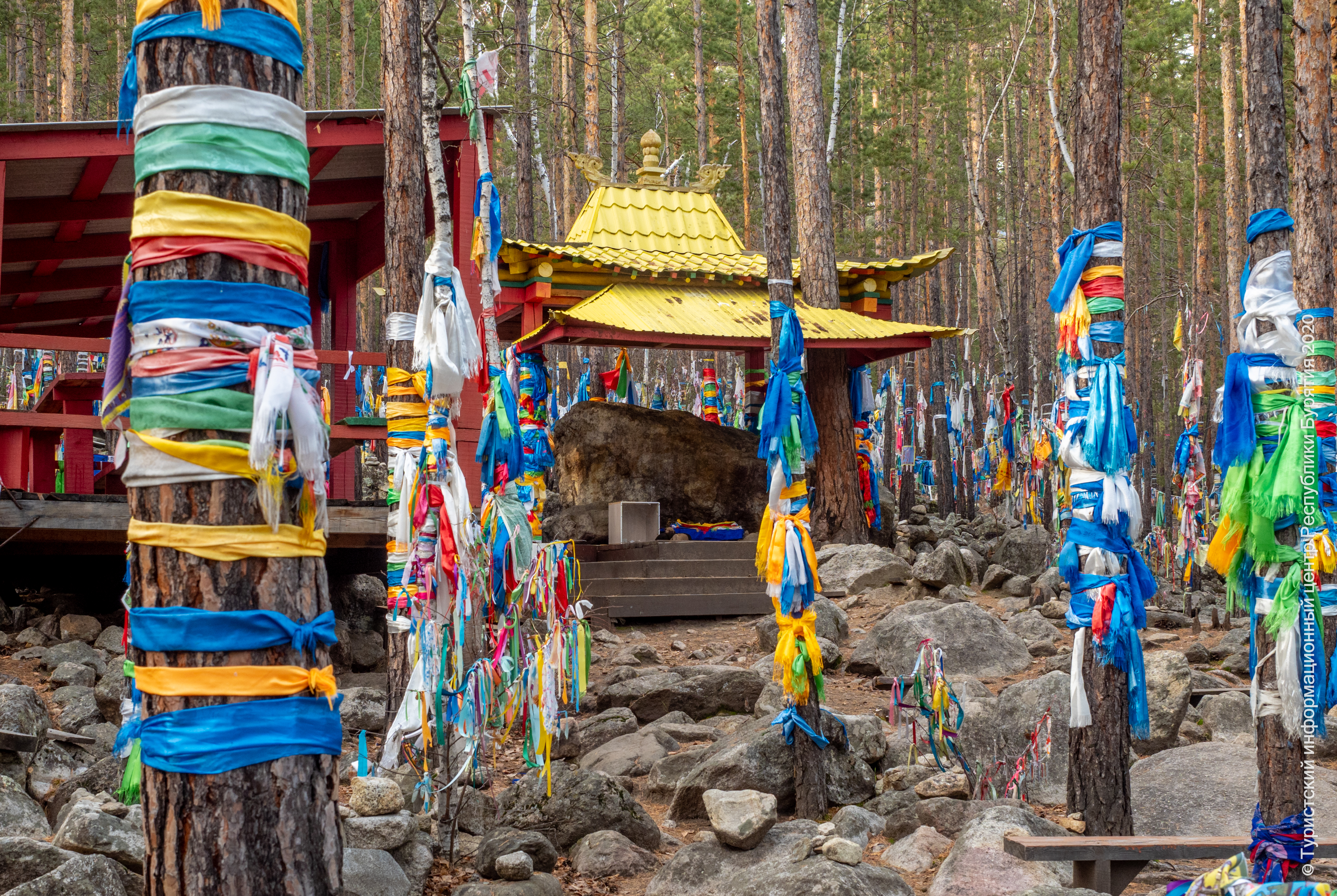
Біля каменю з обличчям богині Янжіми

Обличчя богині Янжіми (рос. Лик богини Янжимы) — буддійська святиня в Бурятії, Росія.
Янжіма — бурятська вимова тибетського імені богині Янченми (тиб. དབྱངས་ཅན་མ,), образ, до якої сходить до індійської богині Сарасваті. Вона є покровителькою мистецтв, наук, ремесел, мудрості, тому буддисти звертаються до Янжіми з проханням дарувати їм красномовство, успіх у творчих професіях та естетичні знання. Зазвичай на буддійській тхангці Сарасваті зображують у вигляді прекрасної жінки, яка або сидить у невимушеній позі та грає на лютні, або танцює. Мантра Янжіми — «Ом Нама Сара Садже Сууха».

## Здобуття

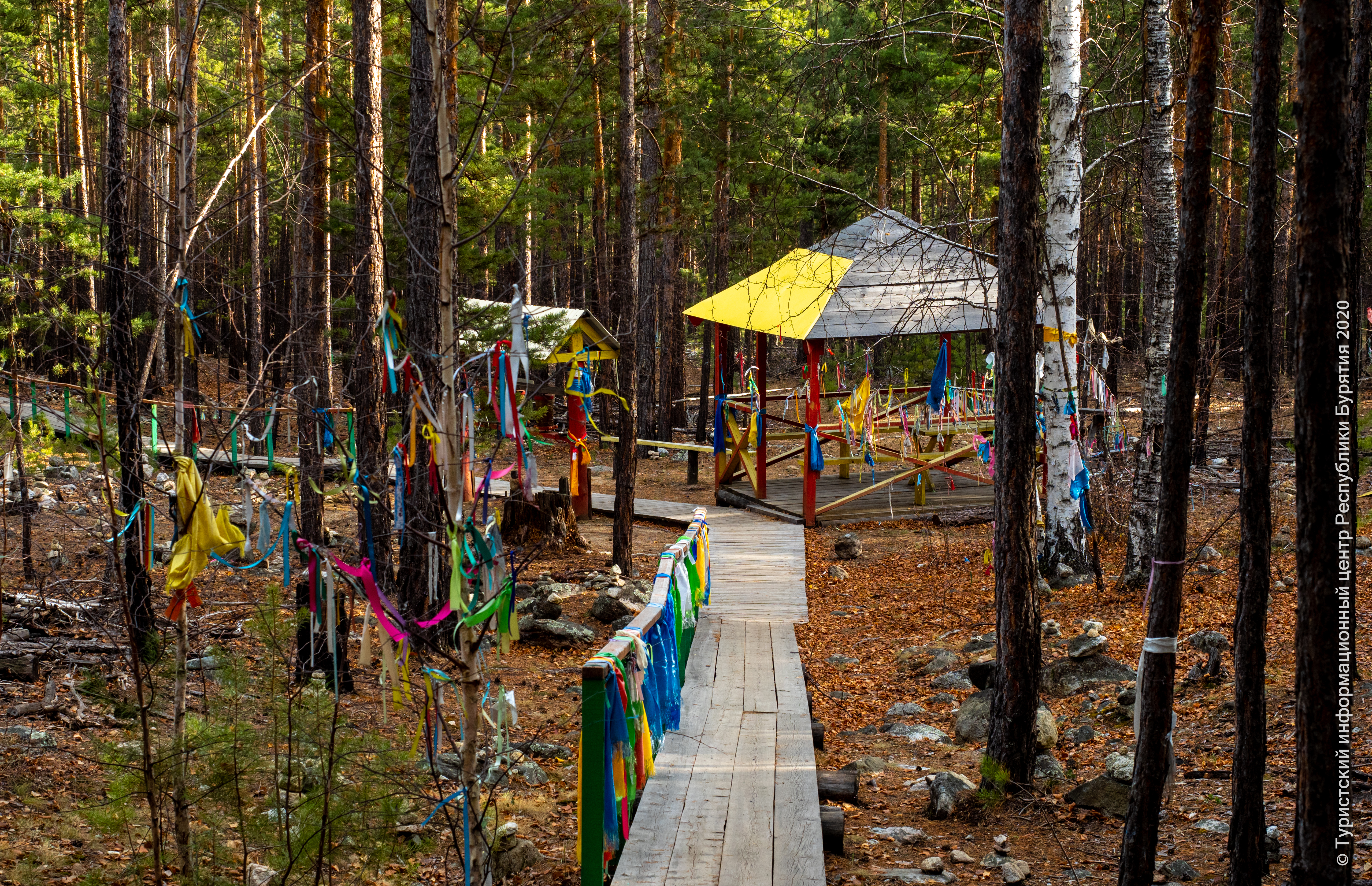
Стежка до обличчя богині Янжіми

Скеляста гора Улзи-хаан у Баргузинському районі Республіки Бурятії здавна вважалася сакральним місцем у місцевих буддистів. Старійшини стверджували, що в цих місцях мають бути заховані культові предмети зі зруйнованого в 30-ті роки XX століття Баргузинського дацана радянською владою. Але ніхто не наважувався шукати їх, поки випадково місцевий житель не виявив тут 1996 року ритуальну пірамідку «цаца» — ступу тисячі будд.

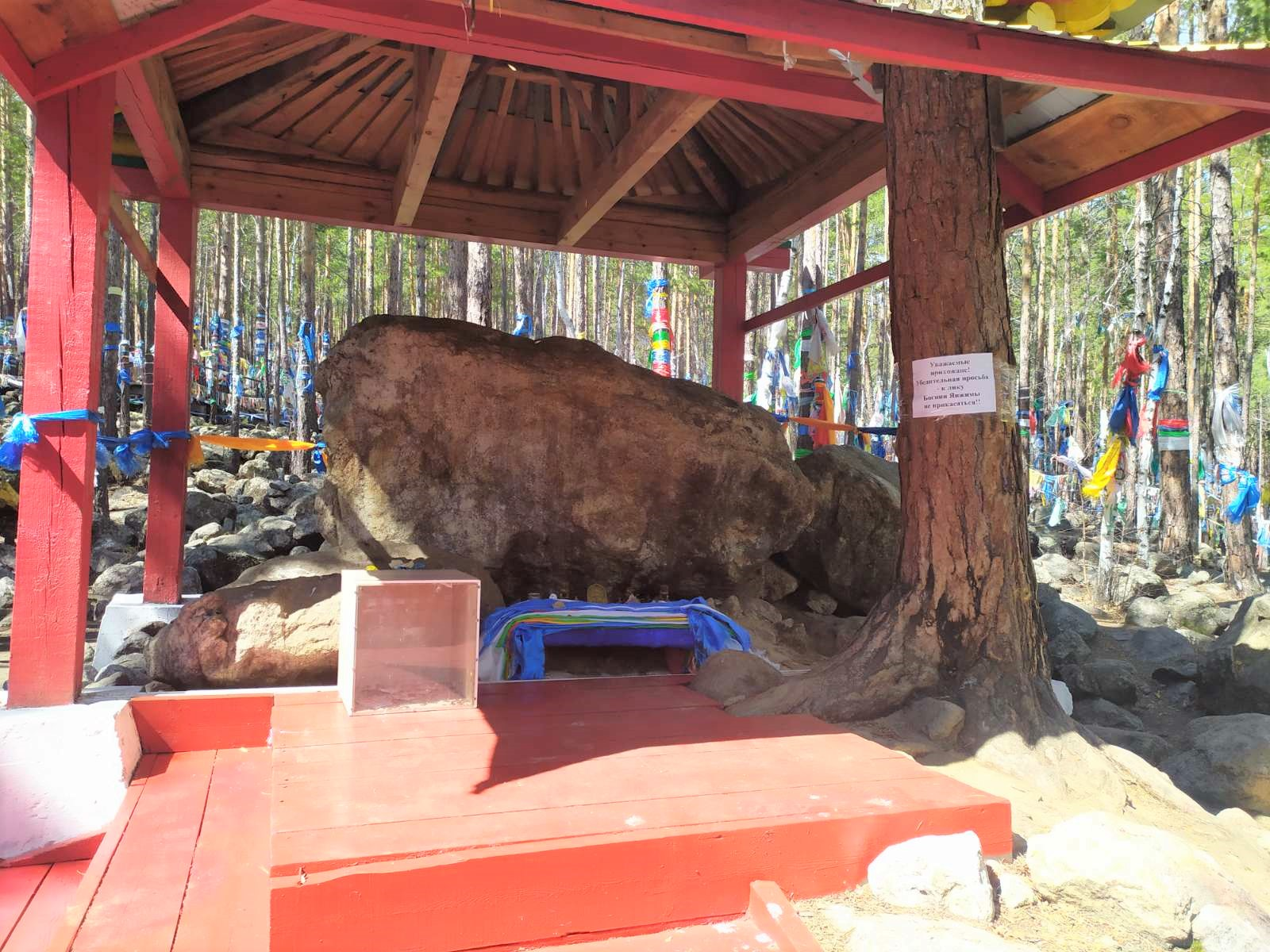
Обличчя богині Янжіми. Травень 2021

2 травня 2005 року (24 день місяця Дракона за місячним календарем) на цьому місці група буддистів Бурятії на чолі з Пандіто Хамбо-ламою Дамбою Аюшеєвим виявила великий валун із зображенням обличчя богині Янжіми. Деяким богиня здалася в танці, іншим — вагітною, а третім — такою, що тримає на руках дитину. Богиня Янжіма має чудотворну здатність дарувати дітей тим, хто давно на них чекає і вже зневірився їх мати. Тому неподалік від каменю завжди лежать іграшки.

## Розташування

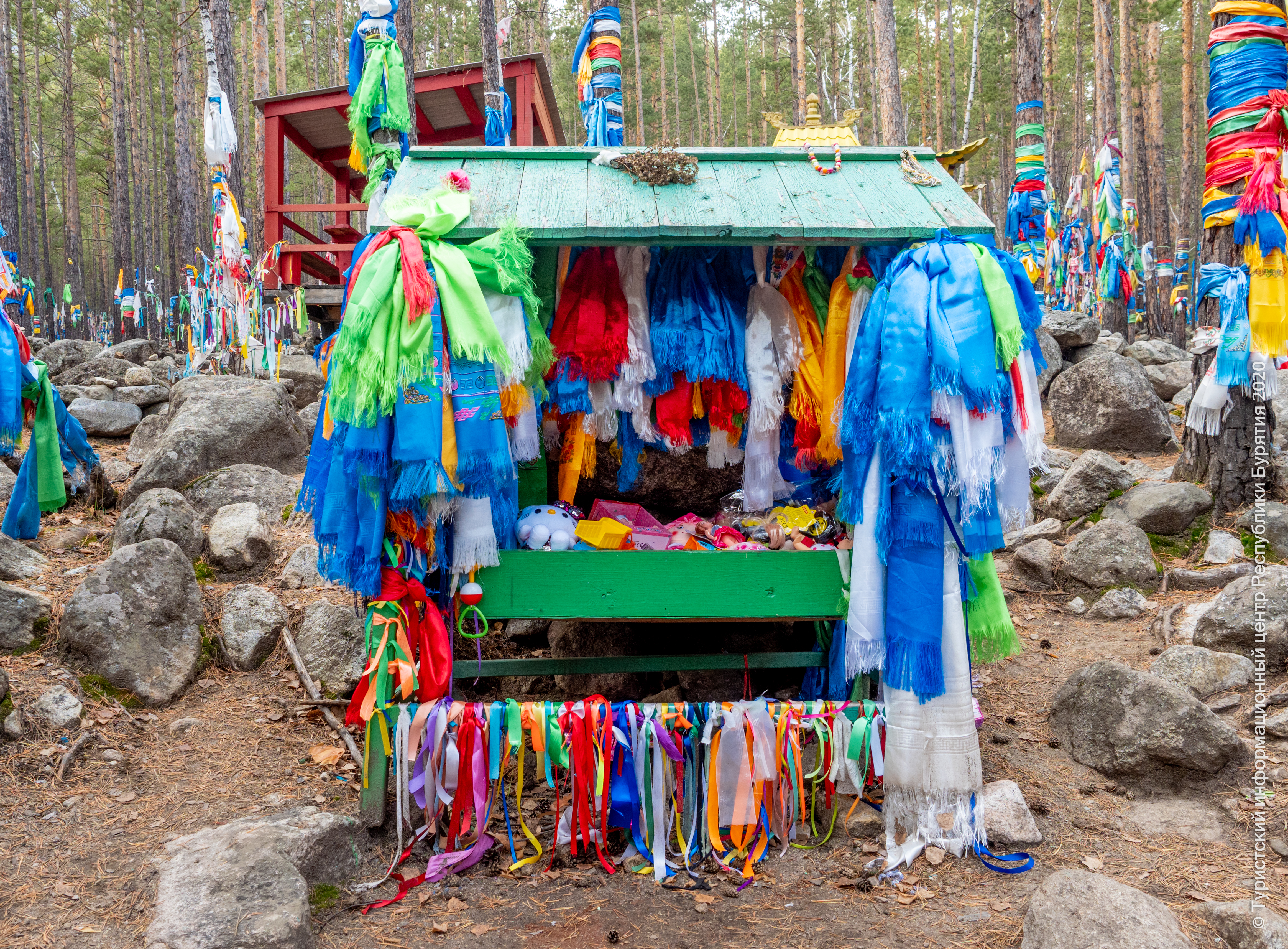
Іграшки як символ прохання про народження дитини у обличчя богині Янжіми в Бурятії

Шлях до каменя, на якому проявилася богиня Янжіма, починається відразу за Баргузинським дацаном. Позначена стежка (приблизно 1,5 км) веде через ліс. По обидва боки стежки висять різнокольорові хадаки, а також прапорці удачі хій-морин.

## Свято
Щорічно 24 день місяця Дракона за місячним календарем у Баргузинському дацані відзначається річниця прояву обличчя богині Янжіми. Цього дня в Баргузинському дацані проводять буддійський обряд вшанування богині, а також молебень в ім'я добробуту всіх живих істот. Там же влаштовують концерт і спортивні змагання — національна боротьба, стрільба з лука, кінні перегони.